# NGC 882
NGC 882 je galaksija u zviježđu Ovan.

## Vanjske poveznice
- SEDS: NGC 882